# Зелиньский, Михал
Ми́хал Зели́ньский (англ. Michał Zieliński, род. 6 июля 1992, Польша) — польский снукерист.
На чемпионате Европы 2010 дошёл до 1/4 финала, где уступил будущему триумфатору турнира Люке Бреселю.
В сезоне 2010/11 в качестве любителя принимал участие в нескольких этапах серии турниров Players Tour Championship 2010/2011. На первом этапе турнира, выиграв квалификационный матч, прошёл в основную сетку. Здесь в первом же матче уступил Курту Мэфлину, но зато стал свидетелем нерядового события — максимума в исполнении Мэфлина.